# Emtekær Nor
Emtekær Nor er et lille nor ved Lillebælt ca.  8 kilometer nord for Assens på Fyn. Det har et areal på ca. 83 hektar og ligger som en af kommunegrænsen mellem Middelfart- og Assens Kommune. Mod syd, på Sandager Næs, ligger en campingplads, og mod nord Emtekær Mose. Mod vest adskilles noret fra Lillebælt af en smal landtange, der har åbning i nordenden, tæt ved hvor Brænde Å har sit udløb gennem Sønderby Vig. I østenden har  Ålebæk sit udløb, og lidt øst for noret ligger Orelund Skov.
Noret er en del af Natura 2000-område nr. 112 Lillebælt og  fuglebeskyttelsesområde F47.